# Pluton Głuchoniemych

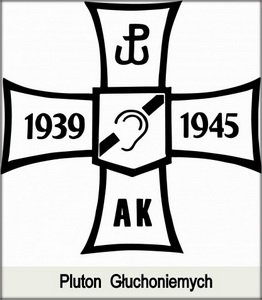

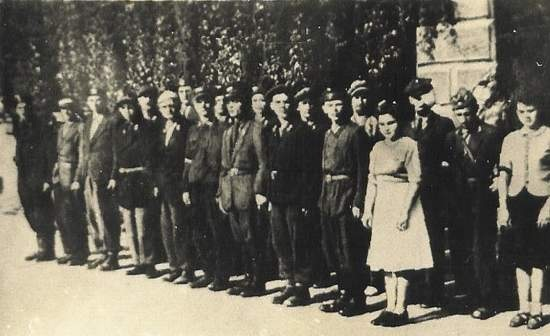
Pluton Głuchoniemych

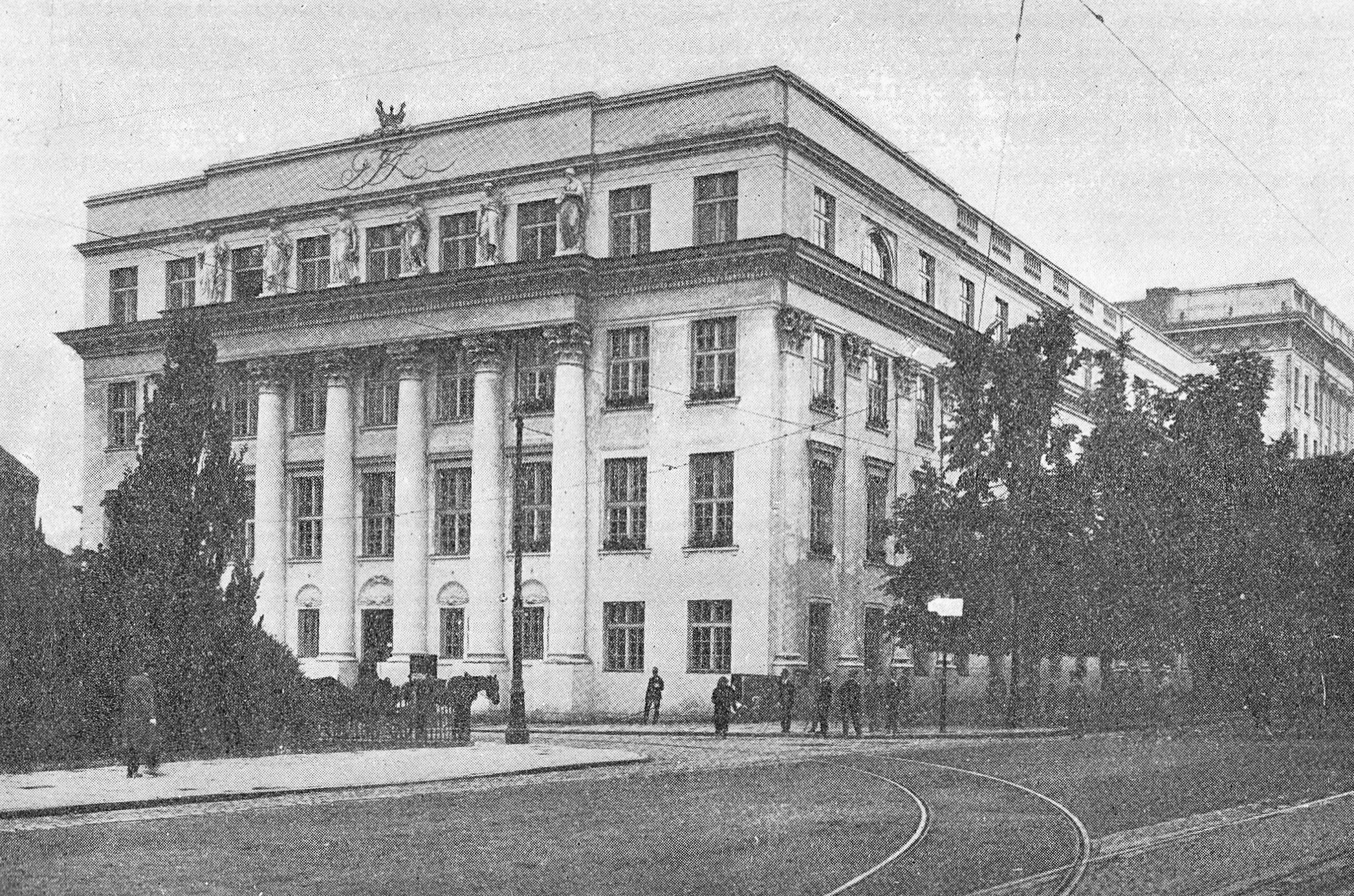
Gmach Gimnazjum im. Królowej Jadwigi, w którego zdobyciu brał udział Pluton Głuchoniemych

Pluton Głuchoniemych – pododdział Armii Krajowej wchodzący w skład 4. kompanii Zgrupowania „Siekiera”.
W Instytucie Głuchoniemych i Ociemniałych podziemną grupę zorganizował nauczyciel WF-u Wiesław Jabłoński „Łuszczyc” już w 1941. Grupa, należąca do Związku Walki Zbrojnej, a później Armii Krajowej, weszła w skład 4. kompanii „Zygmunta” (podporucznika Zygmunta Sapuły), V Zgrupowania „Siekiera” (porucznika Romana Rożałowskiego) i liczyła około 20 osób. Przewozili prasę konspiracyjną, mieli legitymacje i opaski z napisem „Taubstumm” (głuchoniemy). Chroniło to ich przed inwigilacją Niemców. Współorganizatorem i instruktorem podziemnej organizacji głuchoniemych oprócz podporucznika Wiesława Jabłońskiego „Łuszczyca” był przyszły dowódca Oddziału Głuchoniemych starszy sierżant Edmund Malinowski „Mundek”, który prowadził teoretyczne szkolenia wojskowe między innymi w posługiwaniu się bronią. 
O godzinie „W” dowódcą oddziału głuchoniemych był podporucznik Wiesław Jabłoński „Łuszczyc”, a jego zastępcą głuchoniemy Kazimierz Włostowski „Igo”, który miał stopień kaprala, wszyscy inni byli strzelcami. Po kilku dniach oddział głuchoniemych został włączony do plutonu starszego sierżanta Edmunda Malinowskiego „Mundka”, awansowanego później na podporucznika. Dotychczasowy dowódca głuchoniemych, podporucznik Wiesław Jabłoński „Łuszczyc” odszedł do oddziałów walczących na Czerniakowie. Organizacyjnie Pluton Głuchoniemych był to II (1107) pluton, 3. kompanii kapitana „Redy”, batalionu majora „Miłosza”, zgrupowania podpułkownika „Sławbora”, Śródmieście – Południe. Odtąd w skład Plutonu wchodzili zarówno głusi jak i słyszący, Pluton liczył około 50 żołnierzy, wśród których w różnym okresie było od 26 do 33 głuchoniemych w tym 3 kobiety. Opiekunem i kapelanem Plutonu był ksiądz prałat Jan Kuczyński, pełniący obowiązki kapelana kompanii „Reda”.

## Szlak bojowy
W pierwszych dniach powstania Pluton Głuchoniemych posiadał zaledwie kilka granatów i przewidziany był do akcji pomocniczych. W tym charakterze przeszedł swój chrzest bojowy biorąc udział przy zdobywaniu „Soldatenheim” mieszczącego się w Gimnazjum im. Królowej Jadwigi. Inne grupy powstańcze wyruszyły do ataku z ulicy Hożej, Wspólnej i Mokotowskiej. Po godzinnej bitwie zajęto gmach gimnazjum, który Niemcy podpalili a sami uciekli do budynku YMCA i na teren Sejmu. Podczas gaszenia pożaru jeden głuchoniemy został poparzony. 
Dnia 9 sierpnia 1944 Pluton podzielono na grupę liniową liczącą 10 ludzi i grupę pomocniczą w składzie 16 ludzi. Grupę liniową przydzielono odtąd do pełnienia warty w zdobytym gimnazjum, w kinie „Napoleon”, na ulicy Frascati, na posterunkach wokół Instytutu, w przyległych ogrodach i na Wiejskiej. Głuchoniemi powstańcy byli uzbrojeni w kilka granatów i butelki z benzyną, a broń wydawano im na czas pełnienia warty. Służbę wartowniczą głuchoniemi pełnili najczęściej z powstańcami słyszącymi. Budowali też barykady, przejścia w piwnicach i wykonywali inne prace pomocnicze. 
Dnia 2 września 1944 podczas silnego ataku niemieckich „Sztukasów” na plac Trzech Krzyży zostaje zburzony kościół św. Aleksandra, gimnazjum im. Królowej Jadwigi, kino „Napoleon” oraz został uszkodzony, zajęty przez Niemców, fronton budynku YMCA. Niemcy wpadli w popłoch, co wykorzystali powstańcy, ruszyli do natarcia i zdobyli budynek YMCA – w ataku tym brał udział Pluton Głuchoniemych. W tym dniu zginęła głuchoniema sanitariuszka Celina Kiluk „Poprad”, a ranny w głowę został Jerzy Obrycki „Bim”. 
W kolejnych dniach powstania Pluton pełnił funkcje wartownicze, brał udział w wielu starciach z Niemcami. Po kapitulacji większość głuchoniemych wyszła z Warszawy z ludnością cywilną, do niewoli niemieckiej poszło 9 głuchoniemych wraz ze swoim dowódcą.